# 천징후이
천징후이(중국어 정체자: 陳菁徽, 병음: Chén Jīnghūi, 한자음: 진청휘, 1979년 4월 20일 ~ )는 타이완의 정치으로, 2024년 비례대표의 입법위원으로 당선된다.